# Vlag van Melissant

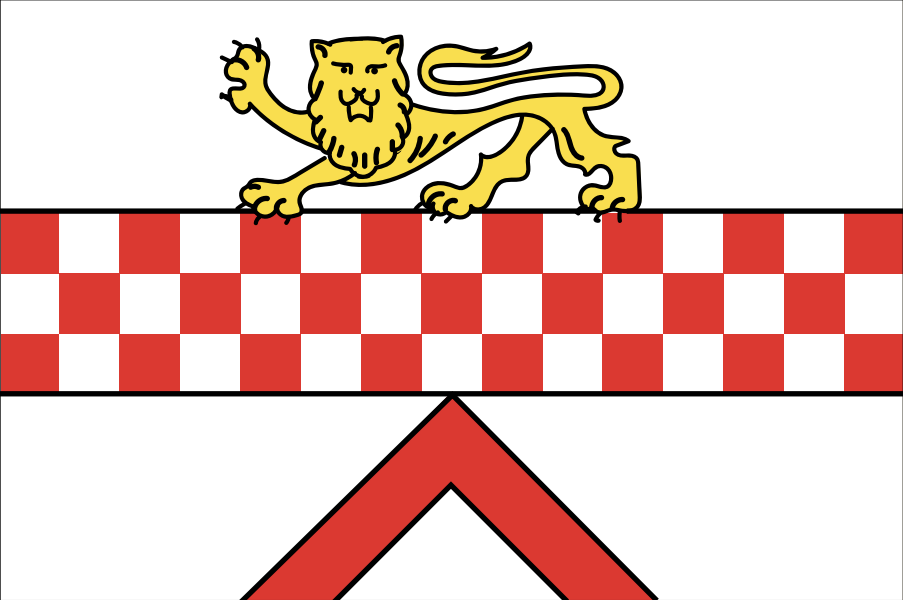
Vlag van Melissant

De vlag van Melissant toont hetzelfde beeld als het wapen. Deze is in huidige vorm op 20 mei 2019 in gebruik genomen samen met die van Dirksland en Ouddorp. De betekenis van de stukken en kleuren van de vlag is onbekend.

## Verwante afbeeldingen

Het wapen van Melissant

Achthuizen
· Den Bommel
· Dirksland
· Dubbeldam
· Goedereede
· Gouderak
· Heerjansdam
· Herkingen
· Hoek van Holland
· Kaag
· Katwijk
· Kijkduin
· Klaaswaal
· Lekkerkerk
· Lisse
· Maasdam
· Maasland
· Melissant
· Middelharnis
· Nieuwe-Tonge
· Noordeloos
· Ooltgensplaat
· Ouddorp
· Oude-Tonge
· Rijnsburg
· Rockanje
· Scheveningen
· Sommelsdijk
· Stad aan 't Haringvliet
· Stellendam
· Tiengemeten
· Valkenburg
· Wieldrecht